# NGC 2057
NGC 2057 је расејано звездано јато у сазвежђу Трпеза које се налази на NGC листи објеката дубоког неба.
Деклинација објекта је - 70° 16' 8" а ректасцензија 5h 36m 55,2s. Привидна величина (магнитуда) објекта NGC 2057 износи 12,2. NGC 2057 је још познат и под ознакама ESO 56-SC174.